# Tecnologías de la información y la comunicación para la enseñanza
Las Tecnologías de la información y la comunicación aplicadas a la enseñanza son el conjunto de herramientas y sistemas informáticos que pueden ser utilizados en el marco de la educación y de la enseñanza.
Estas TIC incluyen el conjunto de sistemas y herramientas digitales diseñadas que son utilizadas para: producir, tratar, intercambiar, clasificar, recuperar y presentar documentos digitales con fines educativos. Incluso la tecnología posibilitó la demostración como fuente privilegiada para desarrollar o favorecer la comprensión.También incluye herramientas o sistemas que se encuentran orientados al área educativa como apoyo directo al trabajo docente, como un transmisor de informaciones para los estudiantes o como un dispositivo interactivo que evalúa las destrezas o el nivel de conocimientos en los alumnos.

## Historia
Desde un primer momento el uso de diferentes tecnologías en el ámbito de la educación ha precisado del enfoque crítico en la orientación de políticas de educación y el planeamiento de los resultados en las aulas. Los objetivos derivados de estas decisiones permiten la mejor selección de las tecnologías a utilizar así como los modos en que serán implementadas al momento de la enseñanza en las aulas.
A lo largo del siglo XX, la enseñanza ha intentado apropiarse de ciertos medios y dispositivos técnicos, con mayor o menor empeño y acierto: radio (años 1930), televisión (años 1950), informática (años 1970), videograbadora, proyector de transparencias (años 1980), multimedios (años 1990), computadora portátil (años 2000).

## Las TIC en el contexto global
En algunos países, los gobiernos a veces han orientado sus acciones para impulsar la creciente tecnificación en las aulas en torno a las actividades de enseñanza y aprendizaje. Un ejemplo clave es el plan "Informatique pour Tous" ("Informática para todos") presentado el 25 de enero de 1985 en Francia. Este primer ambicioso proyecto fracasó porque  la preocupación por apoyar y dar impulso a la industria en el marco de este proyecto aplicativo, lo condujo a elegir material inapropiado (Thomson MO5, Thomson TO7); de todas maneras, conviene ubicar este tipo de planes y de decisiones en el contexto tecnológico-político de la época, y no juzgar estas iniciativas con visión del siglo XXI.
Pero al menos esta política voluntarista del gobierno francés de aquella época, permitió a un buen número de enseñantes de obtener calificación en la materia durante sus vacaciones, a cambio de una modesta indemnización financiera. No fueron pocos los maestros y profesores que, a partir de esta experiencia, se integraron activamente en el desarrollo de la informática pedagógica.
La irrupción del Minitel en el ambiente francés, va a desencadenar numerosas iniciativas, locales o nacionales. Por ejemplo, el ministro de la educación nacional, impulsó particularmente el desarrollo de una red de servidores de orientación académica, a nivel local y a nivel de establecimiento, con buen potencial a futuro de perfeccionamiento y ampliación.
En 1995, cierto número de escuelas francesas tomaron la iniciativa de procurar su conectividad a Internet. Y en 1996, se inició Anneau des Ressources Francophones de l'Éducation (ARFE), particularmente apoyada e impulsada por investigadores, enseñantes, y estudiantes; éste fue uno de los primeros sitios digitales francófonos donde pudieron encontrarse y descargarse aplicaciones educativas en línea. Por su parte en 1997, se concretó un plan nacional para el equipamiento y la conectividad de todos los establecimientos de enseñanza pública, desde el pre-escolar a la universidad.
Los esfuerzos franceses realizados en la materia señalada, deben ser ubicados en el contexto de la visión de la sociedad de la información, tal como fue definida por la Comisión Europea, y más particularmente por los programas eEuropa, en los que se fijaron objetivos ambiciosos, con el fin de equipar y conectar el conjunto de las escuelas europeas a Internet.
A partir del año 2011 la escritora española Roser Lozano Díaz, propone en su libro “Las ‘TIC/TAC’: de las tecnologías de la información y comunicación a las tecnologías del aprendizaje y del conocimiento”, que  todas aquellas tecnologías de información y comunicación aplicadas a procesos de enseñanza-aprendizaje pueden ser  denominadas como “Tecnologías de Aprendizaje y conocimiento” (TAC).
“Las TAC tratan de orientar las tecnologías de la información y la comunicación (TIC) hacia unos usos más formativos, tanto para el estudiante como para el profesor, con el objetivo de aprender más y mejor. Se trata de incidir especialmente en la metodología, en los usos de la tecnología y no únicamente en asegurar el dominio de una serie de herramientas informáticas. Se trata en definitiva de conocer y de explorar los posibles usos didácticos que las TIC tienen para el aprendizaje y la docencia. Es decir, las TAC van más allá de aprender meramente a usar las TIC y apuestan por explorar estas herramientas tecnológicas al servicio del aprendizaje y de la adquisición de conocimiento.”

## Las TIC  y su aspecto educacional

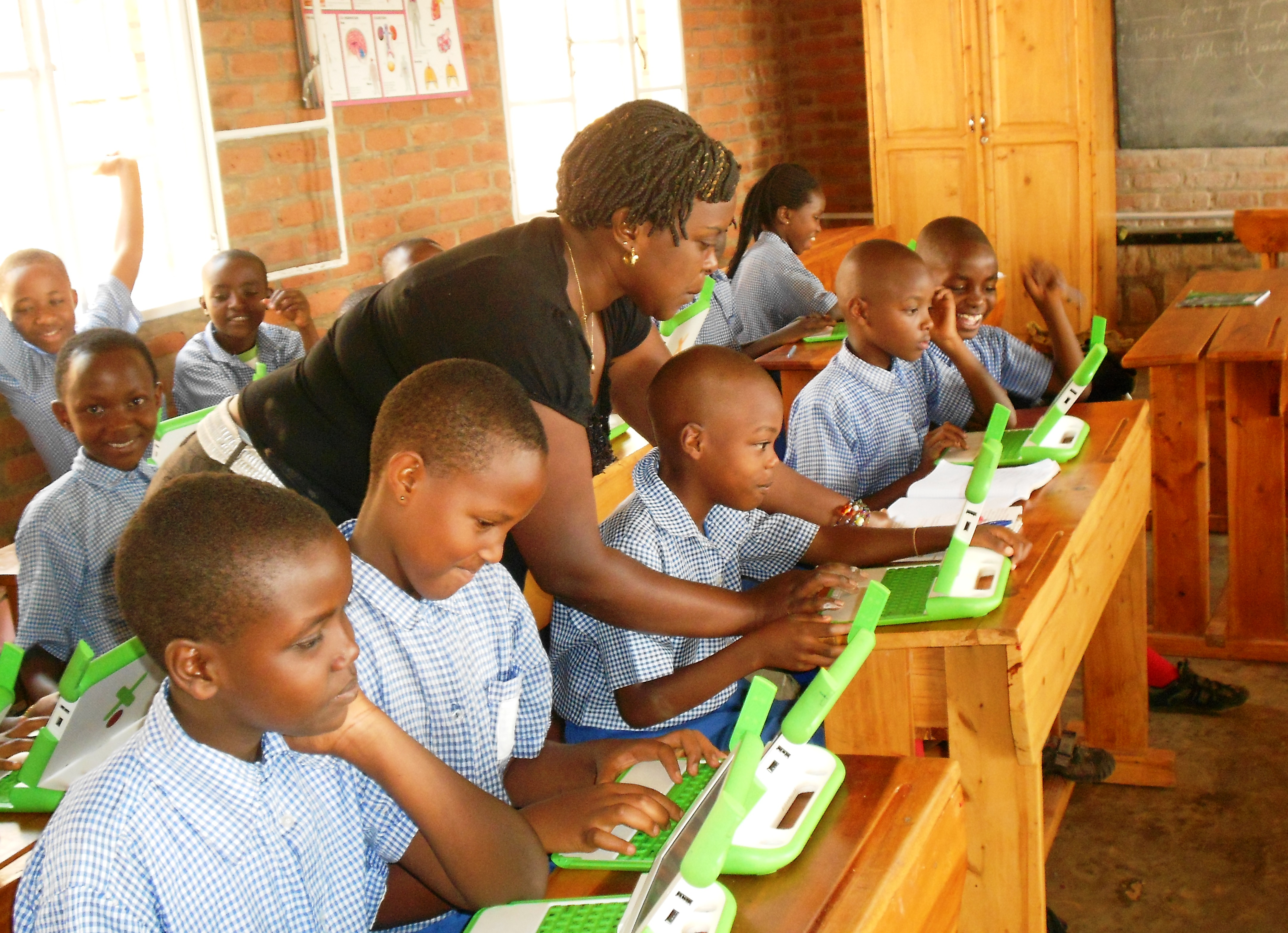
Sala de clase equipada, que integra el proyecto “One Laptop per Child (OLPC)” en la Escuela Saint Jacob, en Ruanda, 2012.

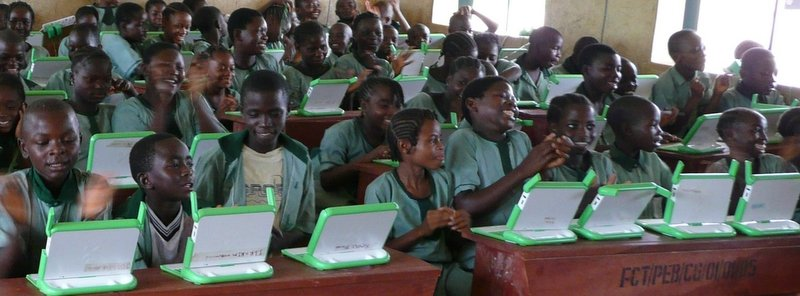
Sala de clase del proyecto “One Laptop per Child (OLPC)”, en Nigeria, junio de 2007.

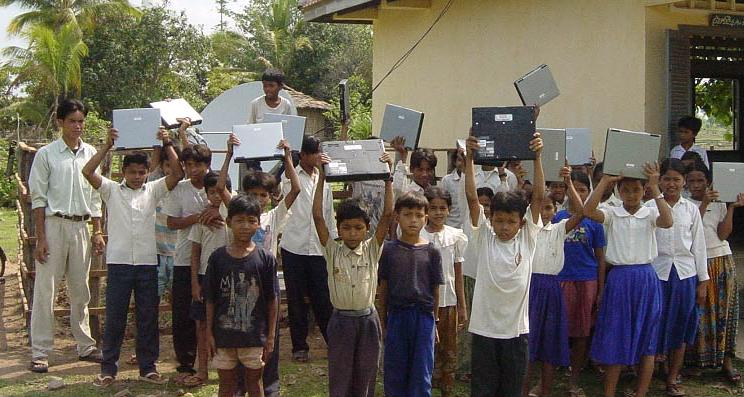
Niños en una escuela de Camboya, varios de ellos con su respectiva laptop, 2001.

La incorporación de las tecnologías de la información y la comunicación en las diferentes actividades que realiza el ser humano, plantea nuevos desafíos en todo ámbito social. Estos pueden consistir en enviar un correo electrónico, leer una nota periodística, búsqueda de información; entre otras.
Así es como las TIC han llegado a intervenir en los procesos de formación de estudiantes de diferentes niveles educativos, dando oportunidad de innovar y mejorar las estrategias para la enseñanza y el aprendizaje de las diferentes disciplinas. Así llegan al ámbito educacional, donde surge la implementación de televisores, proyectores multimedia, computadoras, pizarras digitales entre otros medios tecnológicos que son utilizados de apoyo a la enseñanza tradicional.
Con esto, va de la mano el surgimiento de nuevas modalidades de estudio como la semi-presencial (b- learning) y la modalidad a distancia (learning).
La modalidad a distancia define una estrategia de educativa basada en aplicación de tecnologías para el aprendizaje, donde no importa el lugar, tiempo, ocupación o edad del estudiante; esta modalidad se basa en el auto-aprendizaje y la auto-evaluación, donde el profesor cumple el rol de ser un orientador y facilitador de los procesos de enseñanza y aprendizaje.
La modalidad semi-presencial ( b-learning), es un modelo que combina la modalidad semi- presencial con la modalidad de enseñanza y aprendizaje virtual donde se potencian habilidades y técnicas de trabajo en plataformas virtuales,

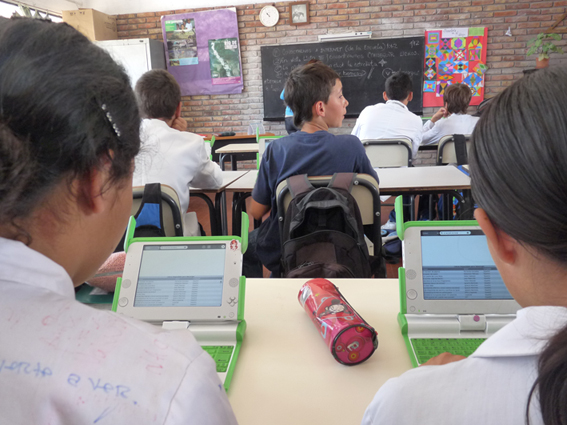
Estudiantes de educación pública utilizando la XO 1.0 (Uruguay, 2010).

### Europa
El número de ordenadores a disposición de los alumnos aumenta día a día en los establecimientos de enseñanza europeos.
En la escuela primaria, la media es menor en Francia que la que corresponde al conjunto de los países europeos (UE), aunque en este aspecto la enseñanza secundaria se revela mejor dotada de ordenadores. Tanto en Francia como en el resto de Europa, los alumnos de primaria utilizan permanentemente sus laptops, más en sus hogares que en los establecimientos educativos, empleándolos con mayor frecuencia para entretenerse que para apoyar sus trabajos escolares. El impacto de los dispositivos digitales en la enseñanza y el aprendizaje resulta complejo de evaluar. Los estudios disponibles en el plano internacional, muestran que la manera en la que las tecnologías son promovidas e impulsadas para la enseñanza y el aprendizaje influye tanto como la calidad de los propios equipamientos digitales disponibles.
Los establecimientos primarios franceses se encuentran a un nivel inferior que la correspondiente media de la Unión Europea, promediando 12 puestos de trabajo frente a la media que es de 15 cada 100 alumnos. Pero los liceos franceses se ubican respectivamente en la cuarta y quinta posición en el ranking para los liceos de enseñanza general (30 puestos de trabajo) y profesional (42 puestos de trabajo).
La utilización de Internet es más frecuente en el domicilio que en los establecimientos educativos. En Francia en el año 2011, el 95% de los jóvenes entre 12 y 17 años, declararon conectarse a Internet desde la casa al menos una vez por semana, contra el 34% en el medio escolar. La encuesta PISA 2012 confirma este resultado, pues en este caso indica que el 91% de los alumnos de más de 15 años utilizan Internet durante al menos un minuto por semana desde sus respectivos domicilios, pero el porcentaje de quienes lo hacen desde la propia escuela baja al 45%.

### América Latina
También en América Latina, en los últimos años, se ha impulsado el uso de nuevas tecnologías para la enseñanza y el aprendizaje a través de programas en diversas regiones. 
En Argentina, a través del Programa Conectar Igualdad se equipó a las instituciones educativas de nivel secundario con netbooks para todos los alumnos y docentes. Al mismo tiempo se brindó capacitación gratuita, no obligatoria, a los educadores del nivel.
Por su parte, en Uruguay el Plan Ceibal logró, desde su creación en 2007, distribuir de manera gratuita 2.581.377 laptops y tablets a alumnos y docentes de primaria y secundaria y dotar de conectividad a todos los centros educativos del país. Además de contar con su propia aula virtual de estudios denominada CREA que al momento tiene 610.515 usuarios activos, así como su propia herramienta de videoconferencias. Dispone también de una plataforma de lengua y dos plataformas de matemática denominadas PAM y Matfic, así como gran variedad de recursos y herramientas educativas como Biblioteca País, Ceibal LSU (Lengua de Señas Uruguaya), Laboratorios Digitales de programación, robótica y placas programables. Plan Ceibal también desarrolla un programa de enseñanza de inglés denominado Ceibal en Inglés para estudiantes de primaria, secundaria y terciaria y un programa de formación en tecnologías, inglés y habilidades blandas de dos años de duración, denominado Jóvenes a Programar.

## TIC, TAC, TEP
La escritora española Roser Lozano Díaz propone el término "tecnologías del aprendizaje y el conocimiento" (TAC), para hacer referencia al uso de las tecnologías de la información y la comunicación aplicadas al conocimiento.
Dolors Reig realiza un relevante aporte conceptual, al plantear la distinción entre TIC, TAC, TEP: tecnologías de la información y la comunicación, tecnologías para el aprendizaje y el conocimiento, y tecnologías para el empoderamiento y la participación.
La primera categoría de usos, las TIC, se vincula con el “pasar el tiempo” en usos triviales (conectarse, pasar información, interactuar, relacionarse e integrar comunidades). Esto forma parte de la socialización natural de los jóvenes que ahora utilizan herramientas para ampliar o enriquecer los vínculos con los pares. En un segundo nivel, que se conoce como TAC, se engloban formas más intensas y más productivas de implicación con los nuevos medios, en las que los sujetos avanzan hacia terrenos académicos, profesionales, informativos, de aprendizaje, etc. 
Las tecnologías son vistas como “ventanas abiertas” para la exploración de intereses, buscar información en línea, experimentar, editar y compartir gustos. Este nivel de involucramiento,  tecnologías para el aprendizaje y el conocimiento, incluye el uso de las tecnologías como medios para aprender, pero también para transmitir conocimiento especializado con vistas a darle otro sentido al tiempo que dedican a la formación y a sus vidas en general. Un último nivel las TEP, tecnologías para la participación y el empoderamiento, aglutinan a quienes se implican de manera intensa y autónoma con el dominio de la tecnología, por lo que adquieren status y credibilidad entre los miembros de la propia comunidad. Esto acarrea el involucramiento en el desarrollo económico, cultural, político, social y de otras áreas de la vida pública de la sociedad, generando formas auténticas de participación.
El estudio de los métodos de enseñanza que integran las TIC en el proceso educativo es el objeto de estudio de la tecnopedagogía.

## La UNESCO y las TIC en la educación

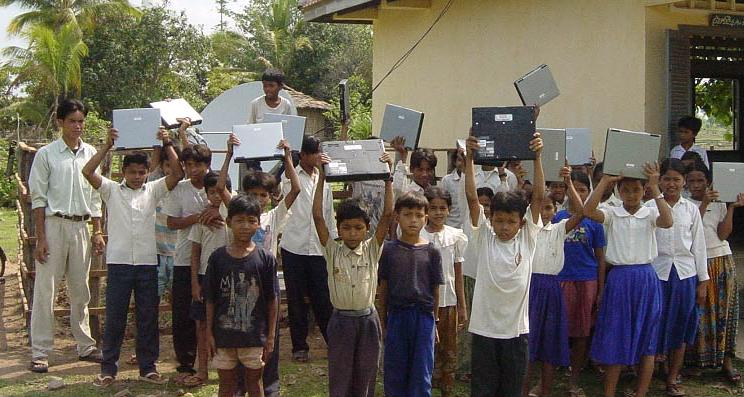
Niños en una escuela de Camboya, varios de ellos con su respectiva laptop, 2001.

Las tecnologías de la información y la comunicación (TIC) pueden complementar, enriquecer y transformar la educación.
En su calidad de Organización principal de las Naciones Unidas para la educación, la UNESCO orienta el quehacer internacional con miras a ayudar a los países a entender la función que puede desarrollar esta tecnología en acelerar el avance hacia el Objetivo de Desarrollo Sostenible 4, una visión plasmada en la Declaración de Qingdao.
La UNESCO comparte los conocimientos respecto a las diversas formas en que la tecnología puede facilitar el acceso universal a la educación, reducir las diferencias en el aprendizaje, apoyar el desarrollo de los docentes, mejorar la calidad y la pertinencia del aprendizaje, reforzar la integración y perfeccionar la gestión y administración de la educación.
La Organización examina el mundo en busca de ejemplos exitosos de aplicación de las TIC a la labor pedagógica – ya sea en escuelas primarias de bajos recursos, universidades en países de altos ingresos o centros de formación profesional – con miras a elaborar políticas y directrices.
Mediante actividades de fomento de la capacidad, asesoramiento técnico, publicaciones, investigaciones y conferencias internacionales como las Conferencias Internacionales sobre las TIC y la educación después de 2015 o la Semana del Aprendizaje Mediante Dispositivos Móviles, la UNESCO ayuda a los gobiernos y a otras partes interesadas a valerse de las tecnologías para fomentar el aprendizaje.

## Nativos e inmigrantes digitales

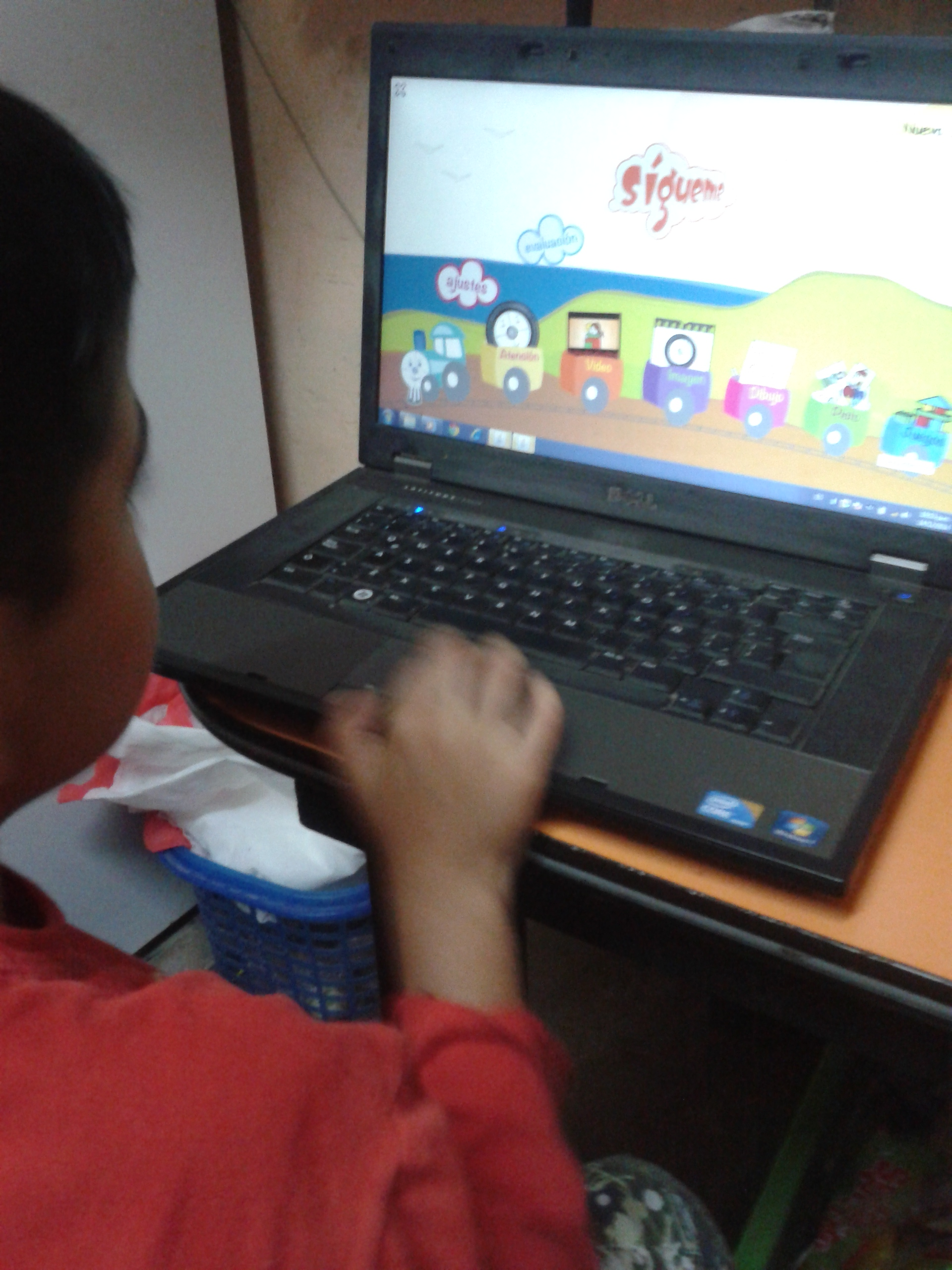
Nativos digitales. Prácticas de las infancias en relación a las TIC.

Marc Prensky plantea la distinción entre nativos e inmigrantes digitales para diferenciar aquellos estudiantes que han nacido y se han formado utilizando el lenguaje digital, de quienes han migrado a este nuevo orden cultural. La separación y desfase entre ellos provoca una brecha digital y generacional que se hace evidente en ámbitos educativos entre docentes y estudiantes y apela a nuevas formas de enseñanza y aprendizaje.
La clasificación entre nativos y migrantes digitales ha generado polémicas por la desigualdad en el acceso a las TIC y por los saberes vinculados a su uso.

Herramientas TIC aplicadas a la formación por Leidy Tatiana López. 
¿Qué papel juegan las TIC en los procesos de enseñanza-aprendizaje?  
Las TIC transforman la educación al facilitar el acceso a la información, mejorar la comunicación y fomentar un aprendizaje interactivo y colaborativo. Permiten una enseñanza más flexible y personalizada.
¿Cuáles son las ventajas que provee el uso de las TIC en los procesos formativos?    
- Fomenta     la colaboración entre estudiantes y profesores.
- Mejora     el seguimiento y evaluación del aprendizaje.
- Promueve     el desarrollo de competencias digitales en los estudiantes.

- Mayor acceso a recursos educativos.

¿Cuáles son los desafíos para la sociedad que el impacto de las TIC ha generado sobre esta?
- Brecha     digital que excluye a quienes no tienen acceso a tecnología.
- Formación     constante de docentes en el uso de nuevas herramientas.
- El     manejo adecuado de la sobreinformación para evitar distracciones.

Actualmente, en un proceso de enseñanza centrado en el estudiante ¿Cuáles son las actividades asociadas al rol del profesor y al rol del estudiante?
- Rol     del profesor: Facilitar el aprendizaje, guiar el uso de las TIC y     promover la reflexión crítica.
- Rol     del estudiante: Ser autónomo, gestionar su aprendizaje, investigar y     colaborar usando las TIC.